# Zajamno
Zajamno (biał. Заямнае; ros. Заямное) – agromiasteczko na Białorusi, w obwodzie mińskim, w rejonie stołpeckim, w sielsowiecie Zajamno, przy drodze republikańskiej R54. Od południa graniczy ze Stołpcami.

## Historia
W XIX i w początkach XX w. położone było w Rosji, w guberni mińskiej, w powiecie mińskim, w gminie Stołpce.
W dwudziestoleciu międzywojennym leżało w Polsce, w województwie nowogródzkim, w powiecie stołpeckim, w gminie Stołpce. W 1921 wieś liczyła 922 mieszkańców, zamieszkałych w 173 budynkach, w tym 918 Białorusinów i 4 Polaków. 918 mieszkańców było wyznania prawosławnego i 4 rzymskokatolickiego. Folwark liczył zaś 6 mieszkańców, zamieszkałych w 1 budynku, wyłącznie Białorusinów wyznania prawosławnego.
8 kwietnia 1925 w Zajamnie spłonęło 50 gospodarstw. Przyczyną pożaru był wadliwy komin w budynku szkoły.
Po II wojnie światowej w granicach Związku Sowieckiego. Od 1991 w niepodległej Białorusi.